# Burrillia kamatii
Burrillia kamatii är en svampart som beskrevs av S.B. Thakur 1975. Burrillia kamatii ingår i släktet Burrillia och familjen Doassansiaceae.   Inga underarter finns listade i Catalogue of Life.